# Берлінгтон (Західна Вірджинія)
Берлінгтон (англ. Burlington) — переписна місцевість (CDP) в США, в окрузі Мінерал штату Західна Вірджинія. Населення — 131 особа (2020).

## Географія
Берлінгтон розташований за координатами 39°20′13″ пн. ш. 78°55′20″ зх. д. / 39.33694° пн. ш. 78.92222° зх. д. (39.337013, -78.922207).  За даними Бюро перепису населення США в 2010 році переписна місцевість мала площу 3,18 км², уся площа — суходіл.

## Демографія
Згідно з переписом 2010 року, у переписній місцевості мешкали 182 особи в 68 домогосподарствах у складі 42 родин. Густота населення становила 57 осіб/км².  Було 96 помешкань (30/км²).
Расовий склад населення:
| - 98,9 % — білих - 1,1 % — чорних або афроамериканців |

До двох чи більше рас належало 0,0 %. Частка іспаномовних становила 0,0 % від усіх жителів.
За віковим діапазоном населення розподілялося таким чином: 30,2 % — особи молодші 18 років, 56,1 % — особи у віці 18—64 років, 13,7 % — особи у віці 65 років та старші. Медіана віку мешканця становила 36,3 року. На 100 осіб жіночої статі у переписній місцевості припадало 119,3 чоловіків;  на 100 жінок у віці від 18 років та старших — 89,6 чоловіків також старших 18 років.
За межею бідності перебувало 10,7 % осіб, у тому числі 0,0 % дітей у віці до 18 років та 34,3 % осіб у віці 65 років та старших.
Цивільне працевлаштоване населення становило 63 особи. Основні галузі зайнятості: освіта, охорона здоров'я та соціальна допомога — 31,7 %, публічна адміністрація — 28,6 %, мистецтво, розваги та відпочинок — 28,6 %.